# Бадья (приток Чёрмоза)
Ба́дья — река в России, протекает по Ильинскому району Пермского края. Устье реки находится в 14 км по правому берегу реки Чёрмоз. Длина реки составляет 21 км.
Исток реки в лесах Верхнекамской возвышенности в 18 км к северу от посёлка Ильинский. От истока река течёт на юго-восток, затем поворачивает на северо-восток и север. Всё течение проходит по ненаселённому лесному массиву. Притоки — Большая Каменка, Малая Каменка, Гаврюш (все — левые). Впадает в Чёрмоз ниже деревни Олёково.

## Данные водного реестра
По данным государственного водного реестра России относится к Камскому бассейновому округу, водохозяйственный участок реки — Кама от города Березники до Камского гидроузла, без реки Косьва (от истока до Широковского гидроузла), Чусовая и Сылва, речной подбассейн реки — бассейны притоков Камы до впадения Белой. Речной бассейн реки — Кама.
Код объекта в государственном водном реестре — 10010100912111100009172.